# アクセスKBS
『アクセスKBS』（あくせすけーびーえす）は、KBS京都テレビ・KBS京都ラジオで放送されている広報番組（自己批評番組）である。KBS京都テレビでは原則として毎月第3土曜日 17:30 - 17:45 、KBS京都ラジオでは原則として第3日曜日 5:00 - 5:15に放送されており、内容はテレビ・ラジオ同一でラジオは音声のみ。視聴者・リスナーからの声をテレビやラジオの番組制作や編成、放送に生かすことを目指して放送している。

## 番組内容
- オープニング　-番組名、司会者、番組目的のアナウンス
- 番組審議会報告（原則として9月を除く）　-毎月1つの番組を取り上げ審議を行う。ナレーションはKBS京都アナウンサー（塩見祐子、海平和、平野智美、遠藤奈美、木村寿伸）
- KBS京都テレビラジオを視聴できるエリアの方にKBS京都に望むことを聞く（原則として9月）
  - Q KBS京都テレビの印象は？　Q KBS京都でどんな番組を放送して欲しいですか？ など
- 視聴者センターからのお知らせ
  - 先月に視聴者センターへ寄せられた問い合わせ、要望、苦情などの件数の発表
  - 目立った問い合わせの発表
  - 問い合わせ先の告知
- KBS京都ラジオから聴きどころの紹介
- KBS京都テレビの番組紹介
- 「KBS京都の番組ヘ望むこと」　-ない場合あり
- エンディング　-問い合わせ先の告知、次回の放送予定など

## 司会者
- 澤武博之

過去の司会者
- 堀川節子
- 塩見祐子
- 平野智美　（ - 2010年9月）不定期で担当
- 梶原誠

## 「KBS京都の番組へ望むこと」出演者
- 池田幾三（2002年9月15日）
- 森脇健児
- 笑福亭晃瓶、中村薫
- 對馬京子
- 藤原宏美
- 羽川英樹
- やのぱん
- 鈴木美智子（2012年9月8日） 他